# 北米神経科学学会
北米神経科学学会（ほくべいしんけいかがくがっかい、英: Society for Neuroscience、SfN）は、神経系や脳についての研究を行っている研究者たちの交流や、学術文化発展に寄与することを目的とした学術団体である。1969年に設立された。本部はワシントンD.C.にある。

## 概要
全世界に4万人以上の会員を抱える、神経科学分野では世界最大の学会である。また、次のような使命を掲げている。
- 神経病治療を発展させるために合同研究や科学的新発見の事業化（トランスレーショナルリサーチ）を推進し、脳や神経系に対する理解を深める。
- 学生も含めた神経科学を研究する全ての者に研究内容や関連情報を提供し、様々な文化的、民族的背景を持つ科学者の参加を促す。
- 神経科学に対する大衆の理解を深め、人々のこの分野に関する議論を活発化させる。
- 政策を作る側の人々に新たな科学知識や最新研究、その社会的利益について知らせる。
- 主な顕彰にラルフ・W・ジェラルド賞がある。

## 研究会
1971年以降、年に1回、10月から11月に研究会を開催している。参加者は日本を含む全世界から2万人を超す。
下記は過去に開催された研究会の概要である。
| 開催年 | 開催期間      | 開催地                       | 参加人数 |
| ------ | ------------- | ---------------------------- | -------- |
| 2000年 | 11月4 - 9日   | ルイジアナ州ニューオーリンズ | 25,849   |
| 2001年 | 11月10 - 15日 | カリフォルニア州サンディエゴ | 28,774   |
| 2002年 | 11月2 - 7日   | フロリダ州オーランド         | 25,781   |
| 2003年 | 11月8 - 12日  | ルイジアナ州ニューオーリンズ | 28,778   |
| 2004年 | 10月23 - 27日 | カリフォルニア州サンディエゴ | 31,458   |
| 2005年 | 11月11 - 16日 | ワシントンD.C.               | 34,815   |
| 2006年 | 10月14 - 18日 | ジョージア州アトランタ       | 25,785   |
| 2007年 | 11月3 - 7日   | カリフォルニア州サンディエゴ | 32,180   |
| 2008年 | 11月15 - 19日 | ワシントンD.C.               | 31,652   |
| 2009年 | 10月17 - 21日 | イリノイ州シカゴ             | 30,547   |
| 2010年 | 11月13 - 17日 | カリフォルニア州サンディエゴ | 31,975   |
| 2011年 | 11月12 - 16日 | ワシントンD.C.               |          |
| 2012年 | 10月13 - 17日 | ルイジアナ州ニューオーリンズ |          |
| 2013年 | 11月9 - 13日  | カリフォルニア州サンディエゴ |          |
| 2014年 | 11月15 - 19日 | ワシントンD.C.               |          |
| 2015年 | 10月17 - 21日 | イリノイ州シカゴ             |          |
| 2016年 | 11月12 - 16日 | カリフォルニア州サンディエゴ |          |
| 2017年 | 11月11 - 15日 | ワシントンD.C.               |          |
| 2018年 | 11月3 - 7日   | カリフォルニア州サンディエゴ |          |